# Требониан Гал
Гай Вибий Требониан Гал, (на латински: Gaius Vibius Trebonianus Gallus) е римски император, (251 и 253 г.), наследил Деций Траян след смъртта му в битката при Абритус. Управлението му бележи етап на бързо задълбочаване на кризата в Римската империя през средата на III век.
Произходът на Требониан Гал е спорен въпрос – понякога се споменава, че е илириец, но по-вероятно е роден в Перуджа, Италия във високо почитана сенаторска фамилия с етруски корени. Той има две деца от брака си с Афиния Гемина Бебиана: по-късният император Гай Вибий Волусиан и една дъщеря, Вибия Гала.
Неговата кариера е, както е още прието, обсята с политически и военни станции. Той е бил консул и ок. 250 г. става управител на Мизия, благодарение на император Деций. Друго почти нищо не се знае за ранната му история, освен че командва мизийските легиони по времето на Траян Деций, а в битката при Абритус води легион и насочва войските към неудачна позиция в блатата, с което допринася за поражението на римляните и гибелта на императора.

## Управление
В Мизия Гал е важна фигура в отбраната при честите инвазии на готите през Дунав и с това става извествен в армията. Въпреки появилите се съмнения за участието му в заговор срещу Деций, Требониан Гал е избран от войниците за император, с надеждата че той ще се справи с готите, след голямото поражение срещу тях в битката при Абритус. Новият владетел обаче предпочита веднага да сключи унизителен мир с враговете, на които плаща големи парични контрибуции, след което заминава за Рим, където да получи одобрение от Сената. Варварите дори получават правото да задържат всички пленени римляни и това предизвиква негодувание сред легионерите. Освен това въпреки изгодните за тях условия готите така и не спазват мира и на следващата година отново нахлуват на Балканите.
Докато Гал марширува към Рим, в Илирия и Италия избухва голяма епидемия от чума, която отнема живота на стотици хиляди, в това число и на единствения оцелял син на Траян Деций – съимператора Хостилиан, (през ноември 251 г. във Виминациум). Върху Требониан Гал падат подозрения за убийството на Хостилиан. Междувременно той подсигурява сигурността на своята династия като обявява сина си Волусиан за август и съуправител и го жени със сестрата на Хостилиан.
Римската империя пропада в повсеместна политическа и икономическа криза. От изток сасанидските перси оказват силен натиск върху границата, окупират Армения и нахлуват в Сирия през 252 г., където римските легиони търпят значително поражение в началото на 253 г. Мавритания е застрашена от „петте народа“, опасна коалиция от берберски племена. Откъм Рейн се раздвижват германите, а готите продължават да плячкосват земите около Дунав.
Готските племена, нарушили мирният договор от 251 г., отново нападат Дунавската граница в 252 г. Армията не е доволна от императора, който не съумява да действа решително срещу проблемите. Тогава Емилиан, управител на Горна Мизия и Панония, поема инициативата, напада и побеждава готите.

### Сваляне и смърт
В края на 252 – началото на 253 г. победоносният военачалник Емилиан е издигнат от Дунавската армия за император и се насочва към Рим, за да вземе властта. Требониан Гал повиква на помощ легионите от Рейнската граница начело с легатът на Горна Германия Публий Валериан. Въпреки това Емилиан успява да пресрещне Требонинан Гал при Интерамна (днешен Терни) преди пристигането на Валериан. Точната хронология на събитията не е известна. По-късни източници твърдят, че след първоначално поражение Требониан Гал и Волусиан са убити от собствените си войници, недалеч от Рим. Според друга версия до битка така и не се стига, защото легионите на Требониан Гал преминават на страната на узурпатора. И в двата случая и двамата са убити през август 253 г.